# المدمرة بوتمكين (فلم)
المدمرة بوتمكين (بالروسية Броненосец «Потёмкин») تترجم أحيانًا المدرعة بوتمكين هو فيلم صامت سوفييتي أنتج عام 1925 من إخراج سيرغي أيزنشتاين. الفيلم مأخوذ عن قصة حقيقية فهو يؤرخ للثورة العمالية في مدينة «سان بطرسبيرغ» عام 1905، وتبدأ أحداثه في احتجاج عمال السفينة المدمرة بوتمكين على الأوضاع المزرية، الأمر الذي يجعلهم عرضة للعقاب من الضباط، حينها يثور العمال ضد الضباط ويسيطروا على السفينة، وعند عودتهم يستقبلهم ثلاثة الآف من أهل سان بطرسبيرغ بالتحية والترحاب. وأثناء ذهابهم للقيصر الروسي لإخباره باحتجاجهم. لنظرتهم له حينها على أنه الأب الحاني على الشعب الروسي، إلا أنهم تفاجئو بقرار الملك بإطلاق الرصاص عليهم بواسطة الجنود القوقازيين، مما تسبب في مقتل 1000 مدني وجرح 2000 أخرين في مشهد دموي مهيب على مدرجات الأوديسا.
الفيلم يعتبر من كلاسيكيات السينما، وقد اختير عام 1958 كأفضل فيلم في تاريخ السينما في معرض عالمي في بروكسل. وإحدى مشاهده المسماة المذبحة على درجات الأوديسة تعتبر من أشهر المشاهد السينمائية.

## محتوى الفيلم
يتكون الفيلم من خمسة مقاطع:
- الرجال والديدان: يحتج البحارة على اضطرارهم إلى أكل اللحوم الفاسدة.
- دراما على سطح السفينة: يتمرد البحارة ويقتل قائدهم «فاكولينشوك».
- رجل ميت يدعو إلى العدالة: يشيع جسد «فاكولينشوك» ويرثيه شعب أوديسا.
- خطوات الأوديسا: مجزرة الجنود الإمبراطوريين ضد شعب أوديسا.
- واحد ضد الجميع: الأسطول المكلف باعتراض المدمرة بوتمكين يرفض الأوامر، وينزلون أسلحتهم، ويهتف البحارة مع السفينة المتمردة وينضمون إلى التمرد.

كتب آيزنشتين الفيلم باعتباره فيلم دعاية ثوري. واستخدمه أيضا لاختبار نظرياته في طريقة المونتاج. كان المخرجون السوفياتيون الثوريون في مدرسة المخرج والمنظر «ليف كوليشوف» لصناعة الأفلام يختبرون تأثير مونتاج الأفلام على الجماهير. وحاول آيزنشتين في هذا الفيلم المونتاج بطريقة تستقطب أكبر تفاعل عاطفي، بحيث يشعر المشاهد بالتعاطف مع المتمردين البحارة على السفينة الحربية «بوتمكين» ويشعر بالبغضاء لقادة السفينة.
كانت تجربة آيزنشتين نجاحا وإخفاقا معا؛ «كان الفيلم خيبة أمل عندما فشل في جذب جماهير من المشاهدين»، ولكن حين تم إطلاق الفيلم في عدد من المعارض الدولية، استجابت الجماهير بشكل إيجابي. في كل من الاتحاد السوفياتي وباقي العالم، صدم الفيلم الجماهير، ولكن ليس بمحتواه السياسي بقدر استخدامه لمشاهد العنف، الذي اعتبر جريئا وفقا لمعايير ذلك الوقت. وقد لاحظ وزير الدعاية النازي جوزيف غوبلز إلى إمكانية الفيلم للتأثير على الفكر السياسي من خلال الاستجابة العاطفية، ووصفه بأنه «فيلم رائع ليس له نظير في السينما... أي شخص ليس لديه قناعة سياسية راسخة يمكن أن يصبح بلشفيا بعد مشاهدة الفيلم»، حتى أنه كان مهتما في إنتاج الألمان لفيلم مماثل. إيزنشتين لم يكن متحمسا له وكتب رسالة عنيفة إلى غوبلز ذكر فيها أن «الواقعية الاشتراكية الوطنية» ليست حقيقية ولا واقعية. لم يتم حظر الفيلم في ألمانيا النازية، على الرغم من أن هيملر أصدر توجيها يمنع أعضاء وحدة إس إس من حضور العروض، حيث اعتبر الفيلم غير مناسب للقوات. تم حظر الفيلم في بعض البلدان، بما في ذلك حظره في أوقات مختلفة في كل من الولايات المتحدة وفرنسا، وكذلك في الاتحاد السوفيتي بلد المنشأ. تم حظر الفيلم في بريطانيا لفترة أطول من أي فيلم آخر في التاريخ البريطاني.

## مشهد الأوديسة
أكثر مشاهد الفيلم شهرة هو مذبحة المدنيين على درجات أوديسا (الذي يعرف الآن باسم «درج بوتمكين»). ويعتبر هذا المشهد من الكلاسيكيات وهو واحد من أكثر المشاهد تأثيرا في تاريخ السينما. في المشهد، يسير جنود القيصر في ثيابهم الصيفية البيضاء في رحلة لا نهائية على ما يبدو في خطوات بأسلوب إيقاعي وكأنهم آلات، ويطلقون النار على الحشد. وهناك كتيبة منفصلة من القوزاق تهاجم الحشد في الجزء السفلي من الدرج. من بين الضحايا امرأة مسنة تلبس نظارة، وصبي صغير مع والدته، وطالبة في زي موحد، وطفلة في سن المراهقة. أم تدفع طفلا رضيع في عربة طفل تقع على الأرض وتموت والعربة تتدحرج إلى أسفل السلم وسط حشد الهاربين.

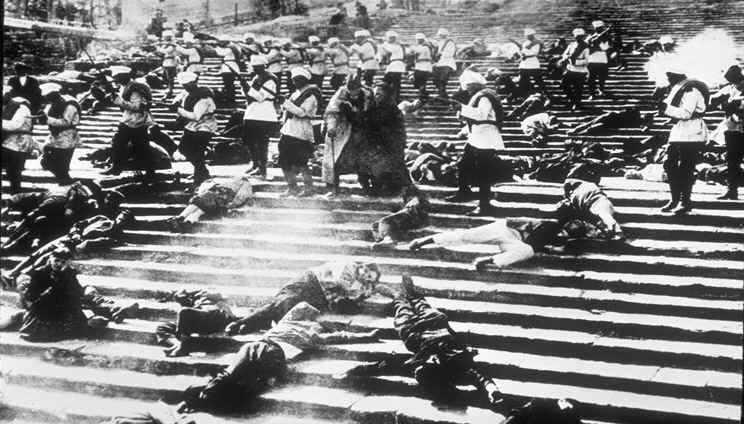
لقطة بعيدة لمشهد مذبحة الأوديسة.

مذبحة الدرج على الرغم من أنها لم تحدث في الواقع، لكنها مستوحاة من مظاهرات واسعة النطاق حدثت في تلك المنطقة اندلعت وقت وصول بوتمكين إلى ميناء أوديسا، وكان كل من جريدة التايمز وإفادة القنصل البريطاني تذكر أن القوات أطلقت النار على الحشود؛ وأفيد بوقوع عدد من الوفيات بلغ مئات. كتب الناقد السينمائي روجر إيبرت: «عدم وقوع مذبحة قيصرية على سلم أوديسا لا يقلل أبدا من قوة المشهد... ومن السخرية أن [إيزنشتين] قدم ذلك المشهد بشكل متقن حتى أننا اليوم نظن أن إراقة الدماء على خطوات أوديسا قد حدث فعلا.»

## روابط خارجية
- مقالات تستعمل روابط فنية بلا صلة مع ويكي بيانات